# فهرست نبردهای سلسله غوریان

قلمرو غوریان در بیشترین حد خود

این فهرست، فهرستی از نبردهای سلسله غوریان است.
| هند/پاکستان | ترکمنستان | افغانستان | ایران | ازبکستان |

(رنگ‌ها، مکان نبرد را شرح می‌دهند)
| سال             | عنوان نبرد              | مکان                         | فرمانده غوری                      | حریف                                   | پیروز میدان                         |
| --------------- | ----------------------- | ---------------------------- | --------------------------------- | -------------------------------------- | ----------------------------------- |
| ۱۰۱۱            | حمله غزنویان به غور     | غور                          | محمد بن سوری                      | سلطان محمود غزنوی(غزنویان)             | غزنویان                             |
| ۱۱۰۷–۱۱۰۸       | حمله سلجوقیان به غور    | غور                          | عز الدین سوری                     | احمد سنجر(امپراتوری سلجوقی)            | امپراتوری سلجوقی                    |
| ۱۱۴۸            | اولین نبرد غزنی         | غزنی                         | سیف الدین سوری                    | بهرام شاه(غزنویان)                     | غوریان                              |
| ۱۱۴۹            | Battle of Sang-i Surakh | نزدیک قسمت بالایی رود هیرمند | سیفا الدین سوری                   | بهرام شاه(غزنویان)                     | غزنویان                             |
| ۱۱۵۱            | دومین نبرد غزنی         | غزنی                         | علاءالدین حسین غوری               | بهرام شاه(غزنویان)                     | غوریان                              |
| ۱۱۵۲            | نبرد ناب                | نزدیک هرات                   | علاءالدین حسین غوری               | احمد سنجر(امپراتوری سلجوقی)            | امپراتوری سلجوقی                    |
| ۱۱۵۷            | نبرد راغ زار            | بین فیروزکوه و هرات          | غیاث‌الدین غوری                    | فخرالدین مسعود                         | غیاث‌الدین غوری شورش را سرکوب می‌کند. |
| ۱۱۷۳            | سومین نبرد غزنی         | غزنی                         | معزالدین محمد غوری(فرمانده غوری)  | فرماندار اوغوز غزنی                    | غوریان                              |
| ۱۱۷۵            | گیرد مولتان             | مولتان                       | معزالدین محمد غوری(سردار غوری)    | حاکم مسمان مولتان                      | غوریان                              |
| ۱۱۷۵            | نبرد هرات               | هرات                         | غیاث‌الدین غوری                    | بهاالدین طغرل(امپراتوری سلجوقی)        | غوریان                              |
| ۱۱۷۸            | نبرد گجرات              | شمال شرقی پتان               | معزالدین محمد غوری(فرمانده غوری)  | بهیما دوم (سلسله سولنکی)               | سلسله سولنکی                        |
| ۱۱۸۶            | محاصره لاهور            | لاهور                        | معزالدین محمد غوری(فرمانده غوری)  | ملک خسرو(غزنویان)                      | غوریان                              |
| ۱۱۹۲            | نبرد مرو                | مرو                          | غیاث‌الدین غوری معزالدین محمد غوری | سلطانشاه(سلسله خوارزمشاهی)             | غوریان                              |
| ۱۱۹۱            | اولین نبرد تارین        | نزدیک تانیسر                 | معزالدین محمد غوری(فرمانده غوری)  | Prithviraj Chauhan(Chauhan dynasty)    | Chauhans                            |
| ۱۱۹۲            | دومین نبرد تارین        | نزدیک تانیسر                 | معزالدین محمد غوری(فرمانده غوری)  | Prithviraj Chauhan(Chauhan dynasty)    | غوریان                              |
| ۱۱۹۳            | نبرد چنداور             | چندوار                       | معزالدین محمد غوری(فرمانده غوری)  | Jaichand of Kannauj(Gahadvala dynasty) | غوریان                              |
| ۱۲۰۰            | نبرد نیشابور            | نیشابور                      | غیاث‌الدین غوری معزالدین محمد غوری | علاءالدین محمد خوارزمشاه(خوارزمشاهیان) | غوریان                              |
| ۱۲۰۴            | Battle of Andkhud       | نزدیک رود سیحون              | معزالدین محمد غوری                | علاءالدین محمد خوارزمشاه(خوارزمشاهیان) | خوارزمشاهیان                        |
| ۱۲۰۵ فوریه–مارس | شورش Khokars            | بین لاهور و مولتان           | معزالدین محمد غوری                | Khokhars                               | غوریان                              |
| ۱۲۰۶            | محاصره ترمذ             | ترمذ                         | معزالدین محمد غوری                | ارتش قراختاییان                        | غوریان                              |
| ۱۲۰۶ پاییز      | دومین محاصره ترمذ       | ترمذ                         | ارتش غوریان                       | ارتش قراختاییان و خوارزمشاهیان         | قراختاییان و خوارزمشاهیان           |

## نگارخانه

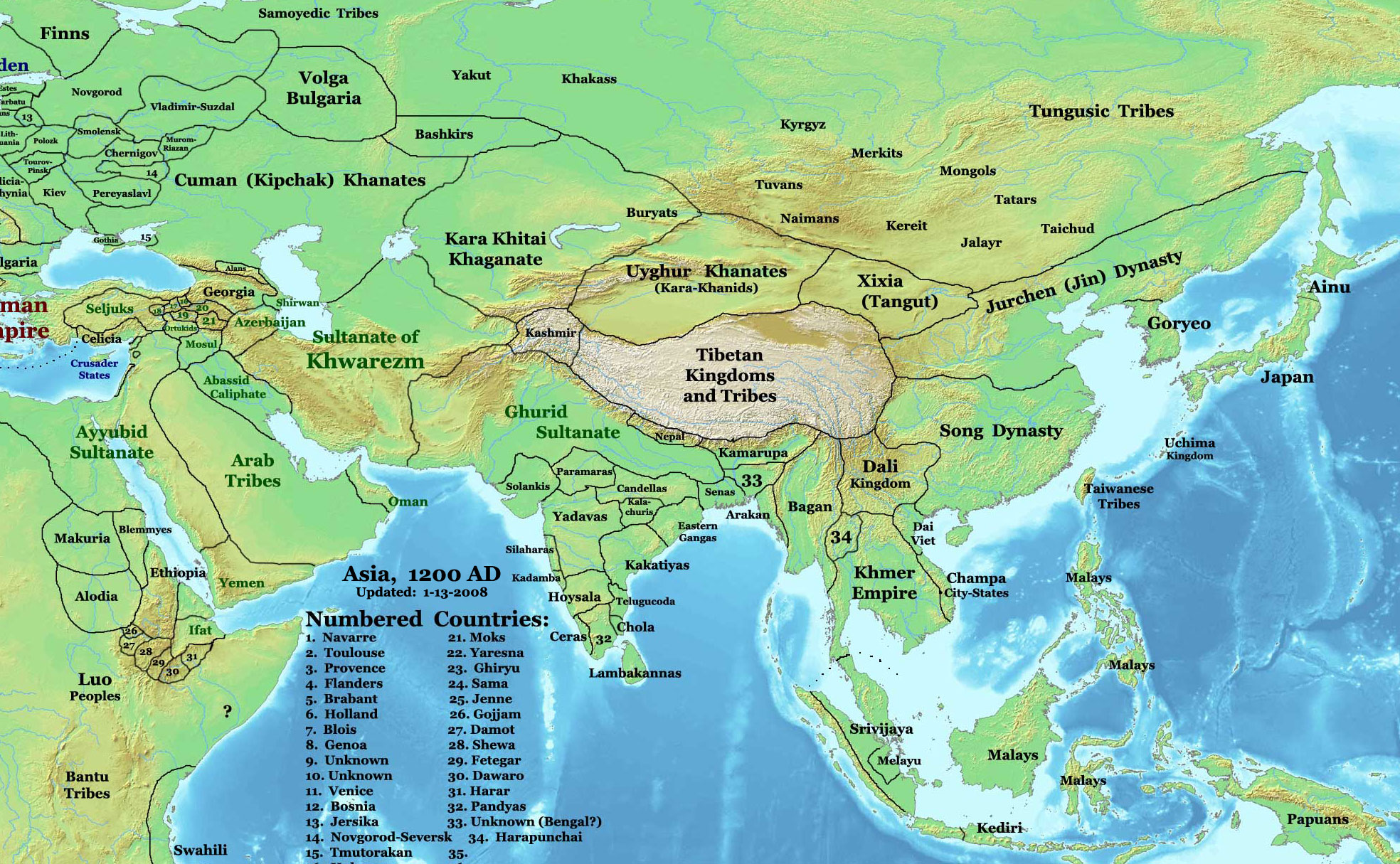
آسیا در قرن ۱۲ میلادی، قلمرو غوریان در شمال هند دیده می‌شود.
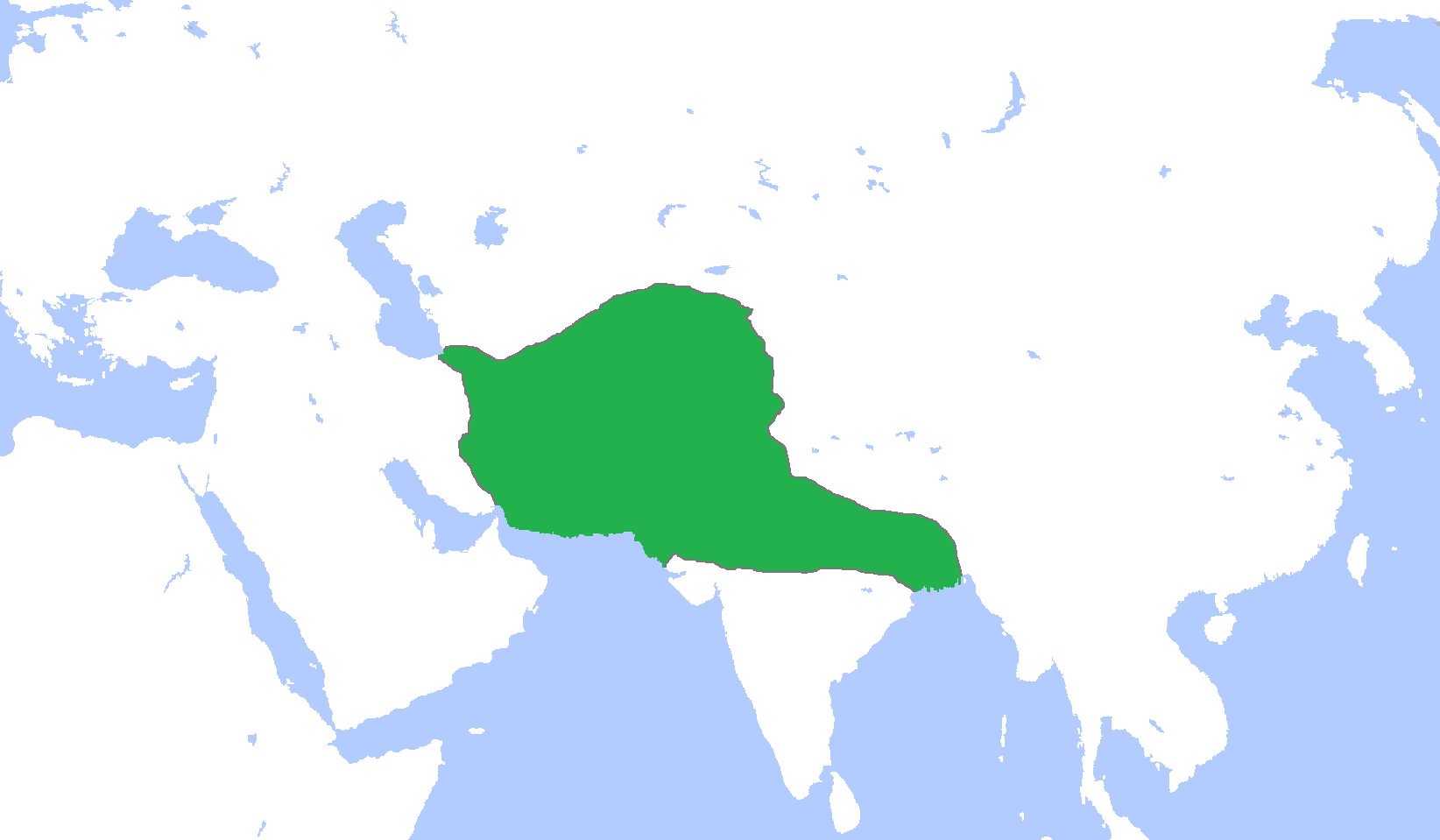
قلمرو غوریان